# Badanie włosów na obecność narkotyków
Badanie włosów na obecność narkotyków – badanie typu screeningowego (skriningowe, skrining, z ang. screening) – określa rodzaj używanych środków po czasie ich działaniu.
Poprzez układ krwionośny w macierz włosa wbudowują się związki spożywane, wdychane oraz stosowane do iniekcji. Dzięki temu na podstawie analizy składu włosa można określić, czy stosowano środki odurzające i psychotropowe itp. Analizy włosów na obecność narkotyków pozwalają określić rodzaj użytej substancji, umożliwiają zakreślić przybliżony czas zażycia środków (z dokładnością do jednego miesiąca), w znacznym stopniu ograniczają możliwość zafałszowania wyników, wykluczają czynniki zewnętrzne (np. przebywanie w pomieszczeniach wypełnionych dymem narkotycznym).

## Wykorzystanie badań
Badanie włosów na obecność narkotyków jest zlecane przez różne podmioty w różnych celach:
1. rodzice i partnerzy – w celu potwierdzenia podejrzeń o zażywaniu narkotyków, dopalaczy, leków itp.,
2. pracodawcy – element badań w branżach tzw. strategicznych w celu wyeliminowania osób z grup ryzyka,
3. wymiar sprawiedliwości i organy ścigania – w sprawach cywilnych i karnych, coraz częściej w sprawach rodzinnych (m.in. dotyczących sprawowania opieki nad dzieckiem),
4. w medycynie – element kontroli kuracji np. metadonowej lub jako element kontroli systematyczności zażywania leków.

## Opis próbki włosów
Do analizy mogą być wykorzystane wszystkie rodzaje włosów (z głowy, ramion, klatki piersiowej, a także miejsc intymnych). Za ilość wystarczającą do badania przyjmuje się 50 mg włosów – pojedynczy włos jest nie wystarczający do przeprowadzenia badania. Włosy nie wymagają specjalnego zabezpieczenia.
Do badań nadają się włosy o maksymalnej długości 24 cm – po upływie dwóch lat następuje otwieranie się łusek włosa i wypłukiwanie substancji wbudowanych w ich strukturę. Obcięte włosy przechowywane w nienasłonecznionym miejscu są pełnowartościowym materiałem analitycznym bez ograniczeń czasowych.
Najbardziej reprezentatywna próbka włosów to próbka spełniająca poniższe wytyczne:
- grubości ołówka,
- obcięcie tuż przy skórze głowy,
- kilka miejsc pobrania,
- oznaczenie miejsca ścięcia na próbce (strona pochodząca od skóry głowy – umożliwia oznaczenie przybliżonego czasu zażycia substancji).

## Analiza włosów na obecność narkotyków a prawo
Analiza włosów wykrywająca substancje odurzające wykorzystywane są przez systemy sądowe w Stanach Zjednoczonych, Wielkiej Brytanii, Kanadzie i innych krajach na całym świecie, w tym również w Polsce. Wyniki badań włosów są prawnie i naukowo uznane za dopuszczalny dowód w sprawach.
W Polsce na zlecenie sądów oraz organów ścigania badania wykonuje Instytut Ekspertyz Kryminalistycznych Analityks w Poznaniu. Instytut wykonuje również badania na zlecenie osób prywatnych, kancelarii prawnych i podmiotów gospodarczych.

## Czas zażycia, wykrywalność substancji
Związki wbudowują się w strukturę włosów w cebulce po około trzech tygodniach, statystyczny przyrost włosa w ciągu miesiąca – 1 cm. Przykładowo mając do dyspozycji włosy trzycentymetrowe można określić zażycie substancji w ciągu ostatnich trzech miesięcy.
W oparciu o dane Instytut Ekspertyz Kryminalistycznych Analityks w Poznaniu oznaczeniom we włosach podlegają m.in. następujące środki odurzające:
- amfetamina (w tym metamfetamina),
- barbiturany,
- benzodiazepiny,
- kannabinoidy (THC),
- kokaina,
- metadon,
- opioidy (kodeina, morfina, heroina, itp.),
- fencyklidyna (PCP),
- syntetyczne kannabinoidy (K2, Spice),
- MDMA (ecstasy),
- LSD.

Poza wyżej wymienionymi oznaczeniom podlegają również środki odurzające wchodzące w skład dopalaczy.